# Нова Корниця
Нова Корниця (пол. Nowa Kornica) — село в Польщі, у гміні Стара Корниця Лосицького повіту Мазовецького воєводства.
Населення — 501 особа (2011).
У 1975-1998 роках село належало до Білопідляського воєводства.

## Демографія
Демографічна структура станом на 31 березня 2011 року:
|          | Загалом | Допрацездатний вік | Працездатний вік | Постпрацездатний вік |
| -------- | ------- | ------------------ | ---------------- | -------------------- |
| Чоловіки | 243     | 58                 | 157              | 28                   |
| Жінки    | 258     | 69                 | 132              | 57                   |
| Разом    | 501     | 127                | 289              | 85                   |